# Mauritius op de Olympische Zomerspelen 2020
Mauritius nam deel aan de Olympische Zomerspelen 2020 in Tokio, Japan.

## Atleten
| sport         | mannen | vrouwen | totaal |
| ------------- | ------ | ------- | ------ |
| Atletiek      | 1      | 0       | 1      |
| Badminton     | 1      | 0       | 1      |
| Boksen        | 2      | 0       | 2      |
| Gewichtheffen | 0      | 1       | 1      |
| Judo          | 1      | 0       | 1      |
| Zwemmen       | 1      | 1       | 2      |
| totaal        | 6      | 2       | 8      |

## Sporten

### Atletiek
Mannen
Loopnummers
| atleet               | onderdeel    | series | series | kwartfinale | kwartfinale | halve finale   | halve finale   | finale         | finale         |
| atleet               | onderdeel    | tijd   | rang   | tijd        | rang        | tijd           | rang           | tijd           | rang           |
| -------------------- | ------------ | ------ | ------ | ----------- | ----------- | -------------- | -------------- | -------------- | -------------- |
| Jérémie Lararaudeuse | 110 m horden | 14,03  | 7      | n.v.t.      | n.v.t.      | niet geplaatst | niet geplaatst | niet geplaatst | niet geplaatst |

### Badminton
Mannen
| atleet      | onderdeel | groepsfase                 | groepsfase               | groepsfase           | groepsfase | eliminatie           | kwartfinale          | halve finale         | finale / BM          | finale / BM |
| atleet      | onderdeel | tegenstander uitslag       | tegenstander uitslag     | tegenstander uitslag | rang       | tegenstander uitslag | tegenstander uitslag | tegenstander uitslag | tegenstander uitslag | rang        |
| ----------- | --------- | -------------------------- | ------------------------ | -------------------- | ---------- | -------------------- | -------------------- | -------------------- | -------------------- | ----------- |
| Julien Paul | enkelspel | K Tsuneyama V (8-21, 6-21) | Y Coelho V (5-21, 16-21) | n.v.t.               | 3          | niet geplaatst       | niet geplaatst       | niet geplaatst       | niet geplaatst       | 15          |

### Boksen
Mannen
| atleet         | onderdeel     | eerste ronde           | tweede ronde           | kwartfinale            | halve finale           | finale                 | finale         |
| atleet         | onderdeel     | tegenstander resultaat | tegenstander resultaat | tegenstander resultaat | tegenstander resultaat | tegenstander resultaat | rang           |
| -------------- | ------------- | ---------------------- | ---------------------- | ---------------------- | ---------------------- | ---------------------- | -------------- |
| Richarno Colin | lichtgewicht  | Nadir W 4 - 1          | Mamedov V 0 - 5        | niet geplaatst         | niet geplaatst         | niet geplaatst         | niet geplaatst |
| Merven Clair   | weltergewicht | Sanford W 5 - 0        | Isaish W 3 - 2         | Walsh V 1 - 4          | niet geplaatst         | niet geplaatst         | niet geplaatst |

### Gewichtheffen
Vrouwen
| atlete            | onderdeel | trekken | trekken | stoten | stoten | totaal | rang |
| atlete            | onderdeel | score   | rang    | score  | rang   | totaal | rang |
| ----------------- | --------- | ------- | ------- | ------ | ------ | ------ | ---- |
| Roilya Ranaivosoa | -49 kg    | 73      | 12      | 91     | 11     | 164    | 11   |

### Judo
Mannen
| atleet        | onderdeel | eerste ronde         | tweede ronde         | derde ronde          | kwartfinale          | halve finale         | herkansing           | finale / BM          | finale / BM    |
| atleet        | onderdeel | tegenstander uitslag | tegenstander uitslag | tegenstander uitslag | tegenstander uitslag | tegenstander uitslag | tegenstander uitslag | tegenstander uitslag | rang           |
| ------------- | --------- | -------------------- | -------------------- | -------------------- | -------------------- | -------------------- | -------------------- | -------------------- | -------------- |
| Rémi Feuillet | −90 kg    | n.v.t.               | Mukai V 000–100      | niet geplaatst       | niet geplaatst       | niet geplaatst       | niet geplaatst       | niet geplaatst       | niet geplaatst |

### Zwemmen
Mannen
| atleet          | onderdeel        | series | series | halve finale   | halve finale   | finale         | finale         |
| atleet          | onderdeel        | tijd   | rang   | tijd           | rang           | tijd           | rang           |
| --------------- | ---------------- | ------ | ------ | -------------- | -------------- | -------------- | -------------- |
| Mathieu Marquet | 100 m vrije slag | 53,56  | 60     | niet geplaatst | niet geplaatst | niet geplaatst | niet geplaatst |

Vrouwen
| atlete          | onderdeel        | series  | series | halve finale   | halve finale   | finale         | finale         |
| atlete          | onderdeel        | tijd    | rang   | tijd           | rang           | tijd           | rang           |
| --------------- | ---------------- | ------- | ------ | -------------- | -------------- | -------------- | -------------- |
| Alicia Kok Shun | 100 m schoolslag | 1.15,42 | 38     | niet geplaatst | niet geplaatst | niet geplaatst | niet geplaatst |